# Дехканабадский район
Дехканабадский район (узб. Dehqonobod tumani / Деҳқонобод тумани) — район в Кашкадарьинской области Узбекистана. Административный центр — городской посёлок Карашина.

## География
Через район, расположенный в юго-восточной части республики, проходит международная автомобильная дорога М39 с выходом в Таджикистан и Афганистан, построенная в 2004—2007 годах.
Новая железнодорожная линия Ташгузар — Байсун — Кумкурган связывает железную дорогу Сурхандарьинской области с Кашкадарьинской в объезд Туркмении.

## Население
Население района — около 100 000 жителей (2006).

## Инфраструктура
Через район проложена новая оптико-волоконная линия связи (2007) между городом Карши и городом Термез. Кроме того, ГАК «Узбекэнерго» осуществляет строительство высоковольтной линии электропередачи ВЛ-500 кВ «ПС Сурхан» — «ПС Гузар» с автотрансформатором АТ-2 на «ПС Сурхан».
Район очень богат полезными ископаемыми, включая доломит, гипс, калийные удобрения (месторождение Тюбегатан, Унитарное предприятие «Дехканабадский завод калийных удобрений») и т.д.